# Vancouver Canucks
Los Vancouver Canucks (en español, Canucks de Vancouver) son un equipo profesional de hockey sobre hielo de Canadá con sede en Vancouver, Columbia Británica. Compiten en la División Pacífico de la Conferencia Oeste de la National Hockey League (NHL) y disputan sus partidos como locales en el Rogers Arena.
Los Canucks se unieron a la liga en 1970 como un equipo de expansión junto con los Buffalo Sabres. En su historia de la NHL el equipo ha avanzado a las finales de la Stanley Cup tres veces, perdiendo ante los New York Islanders en 1982, los New York Rangers en 1994 y los Boston Bruins en 2011. Han ganado el Trofeo de los Presidentes en temporadas seguidas como el equipo con el mejor récord de la temporada regular de la liga en las temporadas 2010-11 y 2011-2012. Ganaron tres títulos de división como un miembro de la División Smythe desde 1974 hasta 1993, y siete títulos como miembro de la División Noroeste desde 1998 hasta 2013.
Los Canucks han retirado seis jerséis en su historia: Pavel Bure (10), Stan Smyl (12), Trevor Linden (16), Markus Näslund (19) y Henrik Sedin (33). Todos menos Bure y Sedin han jugado como capitanes, y todos, excepto Naslund, estuvieron en una de las tres listas de jugadores que disputaron las finales de la Copa Stanley. Smyl tiene la distinción de ser el único Canuck que tuvo su número de camiseta retirado en su antiguo estadio, el Coliseo del Pacífico.

## Antecedentes de hockey en Vancouver
Vancouver tuvo un equipo profesional de hockey sobre hielo por primera vez en 1911, cuando los hermanos Patrick, Frank y Lester, establecieron los Vancouver Millionaires, uno de los tres equipos en la nueva Asociación de Hockey de la Costa del Pacífico. Para alojar a los Millionaires, los hermanos Patrick dirigieron la construcción de la Denman Arena, que era conocida en la época como la mayor pista de hielo artificial del mundo (se quemó en 1936). Los Millionaries jugaron en la Stanley Cup cinco veces, ganando a los Ottawa Senators en 1915 sobre el hielo en casa. Esto marcó la primera vez que la Stanley Cup fue ganada por un equipo de la costa oeste en la historia del trofeo.
Después de que los Millionaires se disolvieron tras la temporada 1925-26, Vancouver solo tuvo equipos de liga menor. El predecesor más notable de la liga menor de los actuales Canucks (también conocidos como los Vancouver Canucks), jugó desde 1945 hasta 1970 en la Liga de la Costa del Pacífico y la Western Hockey League.

## Historia del equipo

### 1967-70: Aplicación para la NHL
Con la intención de atraer un franquicia de la NHL, Vancouver comenzó la construcción de un nuevo estadio moderno, el Coliseo del Pacífico, en 1967. Los Canucks de la WHL estaban jugando en un pequeño estadio cubierto por el momento, el Vancouver Forum, situado en las mismas tierras de la Pacific National Exhibition como el Coliseo. Mientras tanto, un grupo de Vancouver liderado por el dueño de los Canucks de la WHL, Frederick Hume, hicieron una oferta para ser uno de los 6 equipos que debían unirse a la liga en 1967, pero la NHL rechazó su aplicación. El líder de la oferta, Cyrus McLean, llamó a la denegación un "acuerdo premeditado", refiriéndose a varios sesgos que factorizaban contra ellos. Una larga especulación abundo después de que la oferta fue obstaculizada por el presidente de los Toronto Maple Leafs, Stafford Smythe; después del negocio fallado, él fue citado de decir que la ciudad no conseguiría una franquicia de la NHL mientras él estuviera con vida. Adicionalmente, junto con los Canadiens de Montreal, Smythe supuestamente no quiso dividir los ingresos de la Canadian Broadcasting Corporation (CBC) en tres bandas en lugar de dos. Hubo reportes en el momento, sin embargo, que el grupo había hecho una muy débil propuesta en expectación que Vancouver fue un bloqueo para una de las nuevas franquicias.
Menos de un año después, los California Golden Seals estaban en dificultad financiera y teniendo problemas para atraer aficionados. Un aparente acuerdo estaba en su lugar para mover el equipo a Vancouver, pero la NHL no quería ver una de sus franquicias de la expansión de 1967 moverse tan rápidamente y mató el acuerdo. A cambio de evadir una demanda, la NHL prometió que Vancouver conseguiría un equipo en la próxima expansión. Otro grupo, encabezado por el empresario de Minnesota, Thomas Scallen, hizo una nueva presentación, y le fue otorgada una franquicia de expansión por el precio de $6 millones (tres veces el costo de 1967). El nuevo grupo de propietarios compró los Canucks de la WHL, y se unió a la liga junto con los Buffalo Sabres para la temporada 1970-71.

### 1970-82: Primeros años
Para llenar la nómina de los Canucks para su temporada inaugural, la liga celebró un Expansion Draft en el verano anterior. Una lotería del Draft fue celebrada el 9 de junio de 1970, determinando quien entre los Canucks y Sabres conseguiría la primera selección en el Expansion Draft, así como el Amateur Draft de la NHL de 1970; los Sabres ganaron ambas tiradas. En su primera selección en el Draft de Expansion, el gerente general de los Canucks, Bud Poile, eligió al defensa Gary Doak. Entre los otro jugadores elegidos por Vancouver estaban el centro Orland Kurtenbach, quien fue nombrado el primer capitán de los Canucks, así como el defensa Pat Quinn, quien después se convirtió en el gerente general del equipo y entrenados en los 1990s. Dos días después, el 11 de junio de 1970, los Canucks hicieron del defensa Dale Tallon su primera selección del Amateur Draft. Tallon jugó tres temporadas con el club antes de ser transferido a los Chicago Blackhawks. Por comparación, los Sabres eligieron al centro Gilbert Perreault con la primera selección global que ganaron de la lotería; Perreault pasó a convertirse en un nueve veces All-Star y miembro del Salón de la Fama del Hockey.
Con la nómina de los Canucks establecida, el equipo jugó su juego inaugural contra Los Angeles Kings el 9 de octubre de 1970. Perdieron la contienda 3–1; el defensa Barry Wilkins anotó el solitario gol de los Canucks en el juego y primero en la historia de la franquicia, un revés contra el portero Denis DeJordy. Dos días después, el escuadrón registró la primera victoria en la historia de la franquicia, una victoria por 5–3 sobre los Toronto Maple Leafs.
Los Canucks lucharon en sus primeros años, fallando en llegar a los playoffs en sus primeras cuatro temporadas. Situados en la competitiva División Este, Poile reunió un núcleo de jugadores durante este periodo liderados por Kurtenbach que incluía a los defensas Tallon y Jocelyn Guevremont, así como a los alas André Boudrias y Dennis Ververgaert. Boudrias emergió como el principal anotador de puntos en cuatro de sus primeras cinco temporadas.
Antes de la temporada 1974-75, Scallen y su grupo de propietarios de Minnesota vendió al magnate de los medio de comunicación locales, Frank Griffiths, por $9 millones. También en el verano de 1974, los Canucks fueron re-alineados dentro de la liga y colocados en la nueva División Smythe. Respondieron con su primer récord de victorias (38 victorias, 32 derrotas y 10 empates), terminando primeros en la división con 86 puntos. Haciendo su debut en los playoffs de la Stanley Cup, los Canucks perdieron la serie de apertura de la postemporada de 1975 en cinco juegos contra los Canadiens de Montreal. El entrenador y gerente general, Phil Maloney (el tercer gerente general en la historia del equipo después de Poile y Hal Laycoe), recordó la importancia de una temporada exitosa para los Canucks en ese año especialmente, ya que la liga rival, la World Hockey Association, había establecido otro equipo profesional en la ciudad – los Vancouver Blazers. Compitiendo por el mismo mercado, los Canucks emergieron sobre los Blazers ya que este último se trasladó a Calgary, Alberta, la temporada siguiente. Los Canucks fijaron un segundo récord de victorias consecutivo y llegaron a los playoffs en la 1975-76, pero perdieron contra los New York Islanders en una serie preliminar de 2 juegos.
Los Canucks se perdieron los playoffs en dos temporadas después de eso. Mientras tanto, Kurtenbach ya se había retirado y asumido la posición de entrenador en Vancouver. Su partida como jugador marcó el inicio de un periodo de siete años en donde los Canucks tuvieron 4 capitanes diferentes – Boudrias, Chris Oddleifson, Don Lever y Kevin McCarthy. Tras su derrota en postemporada contra los Islanders en 1976, Vancouver no tuvo otra temporada ganadora por dieciséis años, aunque llegaron a los playoffs nueve veces en ese lapso. Tras la temporada 1976-77, Maloney fue remplazado como gerente general por Jake Milford, quien adquirió jugadores tales como Stan Smyl, Thomas Gradin and Richard Brodeur – un núcleo que lideraría al equipo a lo largo de los 1980s.

### 1982: Carrera por la Stanley Cup
Los Canucks hicieron su primer impacto significativo en los playoffs en la postemporada de 1982. En sus cinco apariciones en playoffs previas, el equipo no había podido ganar una sola serie. Aunque los Canucks terminaron tres juegos por debajo de un porcentaje de victorias de .500 en la temporada regular de 1981-82, comenzaron ganando impulso terminando la campaña en una racha invicta de nueve juegos. Mientras tanto, Smyl emergió como el líder del club, remplazando a McCarthy como capitán después de que este último fuera marginado por una lesión avanzada la temporada (el conservaría esa posición para un récord de equipo de ocho años). Continuando su éxito en los playoffs, los Canucks llegaron a las Finales de la Stanley Cup con un récord combinado de 11–2 en series contra los Calgary Flames, Los Angeles Kings, y Chicago Blackhawks. A pesar de tener un récord de derrotas en la temporada regular, Vancouver tuvo la ventaja del hielo en casa en la primera serie, habiendo terminando segundo en la División Smythe contra los Edmonton Oilers. Los Canucks también tuvieron la ventaja del hielo en casa durante la segunda ronda contra los Kings, quienes derribaron a los Oilers en la primera ronda.
Tarde en el juego 2 de las Finales de Conferencia en Chicago, el entrenador interino de Vancouver, Roger Neilson, frustrado con lo que sentía en el juego, coloco una toalla blanca en el final de un palo de hockey y lo sostuvo alto en un gesto burlón de rendición (ondeando la bandera blanca). Los jugadores en la banca de los Canucks siguieron su ejemplo. Cuando la serie se movió a Vancouver para los siguientes dos juegos, los aficionados del equipo los animaron ondeando toallas blancas sobre sus cabezas. El hábito permaneció, convirtiéndose en una tradición del aficionado Canuck ahora visto a través de la liga y en otros deportes, conocido como Towel Power. Los Canucks procedieron a ganar la serie en cinco juegos, llegando a las Finales de la Stanley Cup por primera vez en su historia.
Entrando a las finales contra los New York Islanders, los Canucks fueron el primer equipo del oeste de Canadá en jugar por la Stanley Cup en 56 años, cuando los Victoria Cougars alcanzaron las Finales de la Stanley Cup en 1926. Eso también marcó las primeras Finales de la Stanley Cup de costa a costa. Compitiendo contra los Islanders – los campeones de la Stanley Cup de los dos años previos quienes habían terminado con 41 puntos más que Vancouver en la tabla de posiciones de temporada regular – Vancouver llevó el primer juego a tiempo extra. En el minuto final del periodo extra, el defensa Canuck y favorito de la afición, Harold Snepsts, regaló el disco con un pase errado desde detrás de la red, dando lugar a un gol de Mike Bossy. Como en el primer juego, los Canucks tenían una ventaja de 3-2 después de los primeros dos periodos en el segundo juego, pero no fueron capaces de mantener su ventaja, y perdieron por 6-4. Los Canucks fueron incapaces de completar su sueño y fueron barridos, perdiendo sus siguientes dos juegos por marcadores de 3-0 y 3-1. Los playoffs de 1982 resultó ser el último año en que Vancouver ganó una serie de playoff hasta 1992.

### 1982-94: Decadencia y resurgimiento
Después de su improbable carrera por la Stanley Cup, los Canucks regresaron a la mediocridad por el resto de los 1980s, llegando a playoffs solo cuatro veces en el resto de la década. Jugadores notables que se unieron al núcleo de los Canucks tras los playoffs de 1982 incluyeron a los delanteros ofensivamente habilidosos Patrick Sundstrom y Tony Tanti. A partir de 1983-84, el título de goleador de los Canucks fue retenido por cualquiera de los dos, Sundstrom o Tanti, por cuatro de las siguientes cinco temporadas. Durante la mayor parte de la segunda mitad de los 1980s, los Canucks compitieron con Los Angeles Kings por el último puesto en playoffs en la División Smythe. Los años en que clasificaron, el equipo fue eliminado por los Edmonton Oilers (en 1985-86) o los Calgary Flames (en 1982-83, 1983-84 y en la temporada de campeonato de los Flames de 1989, que fue decidida en el Juego 7), ambos rivales de división.
Tras permanencia de Milford como gerente general de 1977 a 1982, la posición fue ocupada por Harry Neale por tres años y después por Jack Gordon por dos. Este último fue responsable de transferir al ala-pivote Cam Neely a los Boston Bruins en 1986. En adición a Neely, los Canucks renunciaron a su elección de primera ronda del Draft de 1987, con la que los Bruins escogieron a Glen Wesley, y a cambio adquirieron al centro Barry Pederson. Aunque Pederson acumuló temporadas de 70 puntos contiguas con los Canucks en sus primeras dos temporadas después del canje, fue transferido a los Pittsburgh Penguins en 1989, ya que su rendimiento disminuyó rápidamente. Neely pasó a tener una carrera de Salón de la Fama con los Bruins, registrando tres temporadas de 50 goles, y Wesley tuvo una sólida carrera de 20 años.
Después de la instalación del exdefensa Pat Quinn como gerente general en el verano de 1987, el equipo experimento un proceso de reconstrucción inmediata, transfiriendo veteranos esenciales por promesas y jugadores más jóvenes. Entre las transacciones más importantes estaba el acuerdo con los New Jersey Devils, en que Sundstrom fue transferido a cambio del ala Greg Adams y el portero Kirk McLean. En adición a los intercambios de Quinn, el equipo mejoró mediante la vía del Draft con dos selecciones, en particular. Con la segunda selección global en el Draft de la NHL de 1988, los Canucks escogieron al ala Trevor Linden de la Western Hockey League. El año siguiente, el equipo hizo una selección polémica escogiendo al ala Ruso, Pavel Bure, 113.º en el global. Bure fue creído por la mayoría de equipos de ser inelegible para selección ese año. Consecuentemente, su Draft por los Canucks tomó un año para ser verificado por la liga mientras que la administración del equipo anduvo procurando documentos para probar su elegibilidad.
Como la década cambio, un cambio en el liderazgo de los Canucks ocurrió ya que Stan Smyl renunció a su capitanía antes de la temporada 1990-91 debido su rol sobre el hielo reducido con el equipo. En su lugar, los Canucks implementaron una capitanía rotativa entre Linden, Dan Quinn y Doug Lidster; de los tres, Linden conservó la capitanía después de eso, convirtiéndose en el capitán permanente más joven en la historia del equipo a los 21 años de edad. Al final de la temporada, Smyl se retiró como líder de todos los tiempos del equipo en partidos jugados, goles, asistencias y puntos. Liderados por Linden y en gran parte a los tratos de Quinn, los Canucks saltaron a la fama en los 1990s. Este éxito vino aproximadamente alrededor del tiempo que los Oilers y Flames empezaron a hundirse en la tabla de posiciones. Como resultado, Vancouver ganó su primer título de división en 17 años con 42 victorias, 26 derrotas y 12 empates durante la temporada de 1991-92. Durante la campaña, los Canucks honraron a Smyl, quien había permanecido en el equipo como entrenador asistente, haciéndolo el primer jugador en la historia del equipo en tener su camiseta (número 12) retirada. En los playoffs de 1992, los Canucks ganaron su primera serie desde 1982 antes de ser eliminados por los Oilers en la segunda ronda. Quinn y Bure se convirtieron en los primeros receptores Canucks de los premios de la NHL más importantes, siendo galardonados con el Trofeo Jack Adams como el mejor entrenador (Quinn asumió un doble rol de entrenador y gerente general empezando ese año) y el mejor novato en la liga, respectivamente. El año siguiente, los Canucks repitieron como campeones de división de la temporada regular, mientras que Bure emergió como la primera superestrella del equipo con su primera de las temporadas de 60 goles contiguas, totales que permanecen como los más altos registrados en la historia de los Canucks. Mientras el equipo luchaba para anotar en la segunda mitad de la temporada de 1993-94, Bure registro 49 goles en los 51 juegos finales del club y contribuyó en el 46,45% de los goles de su equipo en los 47 juegos finales de la temporada para llevar a los Canucks a la postemporada de 1994. Jim Matheson del Edmonton Journal llamó a Bure "el mejor delantero de la NHL los últimos 40 partidos, anotando casi un gol por juego."

### 1994: Carrera por la Stanley Cup
En 1994, los Canucks hicieron su segundo viaje a las Finales de la Stanley Cup, entrando a los playoffs como la séptima cabeza de serie en la rebautizada Conferencia Oeste. A pesar de los malos resultados en la temporada regular (sus puntos totales disminuyeron en 16 respecto al año anterior), los Canucks jugaron bien en los playoffs y embarcaron en otra carrera inesperada.
Abriendo los playoffs con una cerrada serie de primera ronda contra los Calgary Flames, Vancouver se recuperó de un déficit de tres juegos a uno para ganar la serie en siete contiendas. Los juegos 5 al 7 fueron todos ganados en tiempo extra con goles de Geoff Courtnall, Trevor Linden y Pavel Bure. El séptimo juego decisivo contó con dos de las más reconocidas y celebradas jugadas en la historia de los Canucks. Con el juego empatado 3–3 en el primer tiempo extra, el portero Kirk McLean hizo lo que se conoce como "La Parada", deslizándose a través de la línea con los pies por delante y apilando sus almohadillas sobre la línea de gol para parar a Robert Reichel en un pase de Theoren Fleury. El periodo siguiente, Pavel Bure recibió un pase de ruptura del defensa Jeff Brown antes de engañar al portero de Calgary, Mike Vernon, para anotar y ganar la serie. Quince años después, el gol de Bure y la parada de McLean fueron clasificados primero y segundo en un artículo de The Vancouver Sun listando los "40 momentos más memorables en la historia del equipo".
Siguiendo su victoria sobre los Flames, los Canucks después pasaron a derrotar a los Dallas Stars y Toronto Maple Leafs (ambos en cinco juegos) en ruta a la segunda aparición en las Finales de la Stanley Cup de la franquicia. El delantero Greg Adams envió a los Canucks a las Finales con un gol en doble tiempo extra contra el portero Maple Leafs Felix Potvin en el Juego 5. Puestas en escena las segundas Finales de costa a costa en la historia de la liga, los Canucks fueron emparejados contra los New York Rangers ganadores del Trofeo de los Presidentes. Vancouver consiguió la victoria en el Juego 1 por un marcador de 3–2 en tiempo extra, en gran parte debido a las 52 paradas del portero McLean. Después de perder los Juegos 2, 3 y 4, los Canucks ganaron los siguientes dos para forzar un séptimo juego en el Madison Square Garden el 14 de junio de 1994. A pesar de un esfuerzo de dos goles de Linden (quien estaba jugando con costillas rotas), Vancouver perdió el juego por un marcador de 3-2. Los esfuerzos de los Canucks para empatar el juego incluyeron un golpe en el poste por el delantero Nathan LaFayette con poco más de un minuto restante en regulación. La derrota fue seguida por un motín en el centro de Vancouver, que resultó en daños a la propiedad, lesiones y arrestos. Dos días después de los motines, el equipo celebró un mitin en el Estadio BC Place atendida por 45,000 aficionados, quienes felicitaron al equipo por su esfuerzo. 

### 1994-2001: 25.º Aniversario, nuevo estadio, y un nuevo comienzo
Con un núcleo joven que incluía a Linden, Bure y McLean seguían en sus veinte después de los playoffs de 1994, los Canucks parecían listos para permanecer como contendientes en la liga. Sin embargo, el equipo falló en registrar una temporada victoriosa en los seis años siguientes a su aparición en las Finales de la Stanley Cup. Antes del acortado bloqueo de la temporada de 1994-95, Quinn renunció como entrenador para enfocarse en sus responsabilidades gerenciales y fue remplazado por Rick Ley; Vancouver terminó con un récord de .500 ese año. Su eliminación de los playoffs de la Stanley Cup de 1995 en el Juego 4 de la segunda ronda marcó el último juego de los Canucks en el Coliseo del Pacífico, ya que el equipo se trasladó al nuevo General Motors Place (ya rebautizado como Rogers Arena), un nuevo estadio de $160 millones situado en el centro de Vancouver, la siguiente temporada.
Los Canucks hicieron otro movimiento significativo adquiriendo al delantero ruso de alta puntuación Alexander Mogilny de los Buffalo Sabres, reuniendo a Bure con su excompañero de línea del CSKA Moscú y del equipo nacional. Mientras Mogilny se convirtió en el segundo jugador en la historia del equipo en registrar 50 goles y 100 puntos en una temporada, principalmente jugando con el centro Cliff Ronning, la esperada química entre Mogilny y Bure nunca se materializó, con este último sufriendo una lesión de rodilla temprano en la campaña. Vancouver terminó la 1995-96 dos juegos debajo del .500 y fueron derrotados en la primera ronda de los playoffs por los Colorado Avalanche. La temporada también marcó la llegada de otra futura superestrella, ya que Markus Naslund fue adquirido de los Pittsburgh Penguins a cambio de Alek Stojanov. El acuerdo es considerado como uno de los más desequilibrados canjes en la historia de la NHL ya que Stojanov pronto se convirtió en un jugador de ligas menores, mientras Naslund se convirtió en el líder anotador líder de goles y puntos de todos los tiempos del equipo años después.
En el 96, Ley fue remplazado por Tom Renney, quien duró menos dos temporadas. A pesar de buenas actuaciones de Mogilny y del anotador líder de puntos del equipo, Martin Gelinas, en ausencia de Bure y Linden (ambos de los cuales estuvieron lesionados por largos periodos de tiempo durante la temporada), los Canucks se perdieron los playoffs por la primera de cuatro temporadas consecutivas ese año. Haciendo otra adquisición de alto perfil el 27 de julio de 1997, los Canucks firmaron al agente libre Mark Messier a un acuerdo de tres años. Habían estado a punto de firmar a Wayne Gretzky el verano anterior, pero fueron, según se informa, rechazados cuando denegaron continuar negociaciones y dieron a Gretzky un ultimátum para firmar.
De cara a la temporada de 1997-98, Linden renunció a su capitanía por Messier, quien había desarrollado una sólida reputación como líder, habiendo capitaneado a los Rangers sobre los Canucks en 1994 (también capitaneo a los Oilers a una Stanley Cup en 1990). Linden recordó más tarde que lamentaba la decisión, sintiendo que Messier generaba hostilidad y tensión en el vestuario. Messier más tarde dijo que si él pudiera cambiar algo de su tiempo en Vancouver, él no habría aceptado la capitanía. 
Los Canucks comenzaron la campaña en ultramar en una serie de dos juegos contra los Mighty Ducks de Anaheim en Tokio, Japón. Eso marcó la primera vez en la historia de la liga que un juego de la temporada regular fue celebrado fuera de Norteamérica – un esfuerzo de la liga para atraer atención sobre el deporte en anticipación a los Juegos Olímpicos de 1998, que fueron celebrados en Nagano. Como el rendimiento del equipo continuó empeorando, comenzando la temporada de 1997-98 con tres victorias en los primeros dieciséis juegos, Quinn fue despedido como gerente general después de diez años con el equipo. Pronto después de eso, Renney fue despedido y remplazado como entrenador por Mike Keenan, reuniéndolo con Messier, otra figura central del equipo de los Rangers de 1994. La contratación de Keenan, según se informa, exacerbó las tensiones entre grupos de jugadores Canucks y a su relación negativa con Linden se dio amplia atención en los medios de comunicación. Con dos meses en su mandato con el equipo, su rol fue expandido y él se hizo gerente general. Con el control sobre el personal de jugadores, Keenan revisó la nómina, haciendo 10 canjes dentro de dos meses, más notablemente negociando a Linden a los New York Islanders. Aunque el canje fue impopular con los fanes, los Canucks recibieron al ala Todd Bertuzzi en retorno, quien más tarde se convertiría en una parte integral del regreso del equipo al éxito en la próxima década. El defensa Bryan McCabe fue también parte del acuerdo, quien finalmente participaría en una transacción clave en el Draft de la NHL de 1999. Después de que los Canucks terminaron la temporada de 1997-98 últimos en la Conferencia Oeste, el exvicepresidente de la NHL Brian Burke fue nombrado gerente general en el verano.
Sufriendo su peor temporada desde 1977-78 el año posterior, Keenan fue despedido a mitad de camino y remplazado con Marc Crawford (quien había ganado la Stanley Cup con los Colorado Avalanche en 1996). Mientras tanto, Pavel Bure, infeliz en Vancouver, pidió la transferencia en el comienzo de la campaña. En enero de 1999, fue cambiado a los Florida Panthers en un canje de siete jugadores, que vio al eventual 5 veces All-Star Ed Jovanovski dirigiéndose al Oeste. El canje también involucro dos elecciones de Draft. Terminando últimos en la Conferencio Oeste por segundo año seguido, Vancouver poseía la cuarta elección global en el Draft de la NHL de 1999. Fijado en reclutar a los altamente promocionados delanteros Daniel y Henrik Sedin, Burke orquestó varias transacciones para subir a las segunda y tercera elecciones globales, con las que escogió a ambos jugadores.
Los Canucks empezaron a demostrar mejoría en la temporada de 1999-2000, acabando cuatro puntos fuera de un puesto de playoff. Durante la campaña, Mogilny fue cambiado a los New Jersey Devils por los delanteros Denis Pederson y Brendan Morrison. Con Bure ido y Messier en el último año de su contrato, varios jugadores previamente de bajo rendimiento empezaron a convertirse en contribuyentes claves para el equipo, más notablemente Naslund y Bertuzzi. Messier dejó el equipo y regreso a los Rangers; durante el campamento de entrenamiento del equipo en septiembre de 2000, celebrado en Suecia, Naslund fue escogido para reemplazar a Messier como capitán, una posición que mantuvo por ocho años, empatando el récord de Smyl. Como parte de la estancia del equipo en Suecia, jugaron partidos de exhibición contra equipos Suecos y Fineses como parte del NHL Challenge.

### 2001–05: Años del "West Coast Express"
Bajo el liderazgo del gerente general Burke y del entrenador Crawford, los Canucks una vez más se convirtieron en un equipo de playoffs. Después de clasificar para la postemporada en 2001 y 2002 como la octava y última cabeza de serie en la Conferencia Oeste (perdiendo contra los eventuales ganadores de la Stanley Cup Colorado Avalanche y Detroit Red Wings, respectivamente), los Canucks se convirtieron en contendientes regulares por el título de la División Noroeste.
Después de esto, los Canucks volvieron a una senda de resultados negativos que no se corrigió hasta la década de 2000. Con jugadores como Markus Naslund, máximo anotador en 2002 y 2003, y Todd Bertuzzi, lograron el título de División en 2004. Otras de sus estrellas, como los gemelos Daniel y Henrik Sedin, Mats Sundin o Roberto Luongo, han formado un conjunto competitivo a lo largo de los años y en 2009 consiguieron el título de la división del noroeste donde finalmente durante playoffs consiguieron su primera barrida de la historia.

### Buscando la Stanley Cup
En la temporada 2010/11 consiguieron ganar el trofeo de los presidentes por primera vez en su historia. En los playoffs eliminó a los Chicago Blackhawks, luego a Nashville Predators y en la final de conferencia a San Jose Sharks llegando a su primera final de Stanley Cup desde la temporada de 1994. Sin embargo en una serie cerrada perdería contra los Boston Bruins en siete juegos, causando malestar y desorden entre sus aficionados en el downtown de Vancouver.
En la temporada 2011/12 volverían a ganar el trofeo de los presidentes, pero desafortunadamente serían eliminados en primera ronda por Los Angeles Kings que se coronarían como campeones de la Stanley Cup esa misma temporada.
En la siguiente temporada se consagró por quinta vez consecutiva campeón de su división, aunque volvió a hacer eliminado en primera ronda.

## Logo y equipación
El equipo juega con un jersey azul con parte verde en casa, y blanco con azul y verde fuera. Su equipación alternativa es de color verde con partes azules.
A lo largo de su historia, Vancouver Canucks ha tenido varios logos. El actual es una orca que surge del hielo y, a su vez, forma una "C". Anteriormente mostró un stick de hockey dentro de un rink y que también formaba una "C", un patín de hockey en negro y amarillo, y la orca.